# Pochazia umbrata
Pochazia umbrata är en insektsart som beskrevs av Melichar 1898. Pochazia umbrata ingår i släktet Pochazia och familjen Ricaniidae. Inga underarter finns listade i Catalogue of Life.